# Division 1 Féminine 2002/03
Die Saison 2002/03 der Division 1 Féminine war die 29. Ausspielung der französischen Frauenfußballmeisterschaft seit der offiziellen Anerkennung des Frauenfußballs durch die FFF, den Fußballverband Frankreichs, im Jahr 1970 und der ersten Austragung in der Saison 1974/75. Die zu dieser Saison von Championnat National 1 A in Division 1 Féminine umbenannte Spielklasse wurde im reinen Ligamodus in einer aus einer einzigen Gruppe bestehenden, zwölf Teams umfassenden, landesweiten höchsten Liga ausgetragen.
Titelverteidiger waren die Frauen des FC Toulouse, die die Meisterschaft diesmal aber dem Juvisy FCF überlassen mussten, der damit seinen insgesamt fünften Titel gewann.
Mit der Umbenennung der Liga ging auch ein erster Schritt in Richtung auf eine Professionalisierung des französischen Frauenfußballs einher. Bis dahin hatte es sich bei den französischen Fußballspielerinnen offiziell noch um reine Amateure gehandelt. Nun durften die Klubs Spielerinnen für die Ausübung ihres Sportes finanziell entlohnen, wenngleich die maximal möglichen Vergütungen im Vergleich zum Männerfußball sehr moderat ausfielen. Dazu wurde ein von der FFF ausgearbeiteter, als „Bundesvertrag“ (contrat fédéral) bezeichneter Muster-Arbeitsvertrag eingeführt, der die maximalen Einkommenshöhen ebenso regelte wie andere Rechte und Pflichten von Vereinen und Fußballerinnen. Hintergrund war, dass der Verband den Frauenfußball des Landes im Vorfeld der ersten Teilnahme Frankreichs an einer Weltmeisterschaftsendrunde – und auch in längerfristiger Perspektive – insgesamt stärken wollte.

## Qualifikation und Austragungsmodus
Für die Teilnahmeberechtigung wurde ausschließlich das Abschneiden der Frauschaften in der Vorsaison berücksichtigt; qualifiziert waren die neun bestplatzierten Frauschaften der Vorsaison sowie zwei Aufsteiger aus der in regionale Gruppen aufgeteilten zweiten Division. Dazu kam als „Sonderfall“ das Team der zentralen Nachwuchsausbildungsstätte Centre National de Formation et d’Entraînement in Clairefontaine-en-Yvelines; für dieses musste der FCF Monteux als schlechtestplatzierter D2-Gruppensieger in der zweiten Liga bleiben. Somit starteten folgende zwölf Frauschaften in diese Saison:
- aus dem Norden: Olympique Saint-Memmie, Aufsteiger USO Bruay
- aus dem Zentrum: Neuling CNFE Clairefontaine, Juvisy FCF, Paris Saint-Germain
- aus dem Westen: ESOF La Roche, Aufsteiger Stade Quimper, Saint-Brieuc FF, ASJ Soyaux
- aus dem Süden: FC Lyon, HSC Montpellier, Titelverteidiger FC Toulouse

Die Meisterschaft bestand aus zwei Phasen. Zunächst wurde eine doppelte Punkterunde gespielt, in der jeder Verein in Heim- und Auswärtsspiel gegen jeden anderen antrat. Es galt die auch im französischen Amateurfußball bis ins 21. Jahrhundert hinein übliche „modifizierte Drei-Punkte-Regel“ mit vier Punkten für einen Sieg, zwei für ein Unentschieden und einem für eine auf dem Spielfeld errungene Niederlage; bei Punktgleichheit gab zunächst der direkte Vergleich und anschließend gegebenenfalls die bessere Gesamt-Tordifferenz den Ausschlag. Am Ende der Saison mussten die beiden Tabellenletzten absteigen und wurden für die kommende Spielzeit durch die Sieger der Play-offs aus der zweiten Division ersetzt.
Die vier Frauschaften auf den Rängen eins bis vier trugen hingegen noch die zweite Phase als einfache „Meisterrunde“ aus, nach der erst der endgültige Titelträger, der gleichzeitig Frankreich beim UEFA Women’s Cup 2003/04 vertrat, feststand. Dabei starteten die vier teilnehmenden Teams mit Bonuspunkten (3, 2, 1 oder 0) in Abhängigkeit von ihrer Platzierung am Ende der ersten Phase.

## Phase 1: Ergebnisse, Tabelle und Saisonverlauf
Hinweis: In Frankreich werden grundsätzlich nur die Pluspunkte in Tabellen angegeben.
|                        | USO Bru | CNF Cla | FCF Juv | ESO LaR | FC Lyo | HSC Mon | SG Par | St. Qui | FF StB | Ol. StM | ASJ Soy | FC Tou |
| USO Bruay              |         | 0:1     | 2:9     | 0:1     | 1:2    | 0:1     | 1:1    | 0:0     | 2:3    | 1:4     | 0:4     | 0:3    |
| CNFE Clairefontaine    | 4:2     |         | 0:5     | 1:0     | 0:1    | 0:1     | 1:0    | 5:0     | 5:1    | 6:0     | 1:2     | 0:2    |
| Juvisy FCF             | 2:0     | 1:1     |         | 3:0     | 2:1    | 1:0     | 1:2    | 3:0     | 5:0    | 4:0     | 3:0     | 0:0    |
| ESOF La Roche          | 1:2     | 1:2     | 1:3     |         | 0:4    | 1:5     | 1:1    | 2:0     | 2:3    | 1:2     | 0:1     | 0:2    |
| FC Lyon                | 6:0     | 2:1     | 1:1     | 5:1     |        | 3:0     | 1:1    | 7:0     | 5:1    | 4:0     | 1:1     | 2:1    |
| HSC Montpellier        | 10:1    | 0:3     | 0:4     | 4:0     | 2:0    |         | 3:2    | 9:1     | 8:4    | 7:0     | 2:1     | 2:2    |
| Paris Saint-Germain    | 5:2     | 1:4     | 0:2     | 2:0     | 2:5    | 0:5     |        | 0:0     | 3:1    | 3:1     | 1:0     | 1:5    |
| Stade Quimper          | 2:0     | 0:0     | 0:7     | 3:3     | 2:4    | 0:6     | 4:4    |         | 0:3    | 1:0     | 0:6     | 0:2    |
| Saint-Brieuc FF        | 0:1     | 1:1     | 0:2     | 1:1     | 1:2    | 1:4     | 0:1    | 4:1     |        | 0:1     | 0:0     | 0:2    |
| Olympique Saint-Memmie | 3:1     | 0:5     | 3:4     | 0:5     | 0:3    | 0:0     | 1:1    | 4:3     | 3:4    |         | 0:3     | 0:3    |
| ASJ Soyaux             | 6:1     | 0:0     | 2:3     | 1:1     | 1:1    | 0:1     | 1:1    | 10:0    | 3:2    | 2:2     |         | 0:2    |
| FC Toulouse            | 2:0     | 3:2     | 2:0     | 2:0     | 1:0    | 0:1     | 6:0    | 2:1     | 2:0    | 3:1     | 1:0     |        |

| Pl. | Frauschaft              | Sp | G  | U | V  | Tore  | Diff. | Pkte. |
| --- | ----------------------- | -- | -- | - | -- | ----- | ----- | ----- |
| 1.  | FC Toulouse (TV)        | 22 | 18 | 2 | 2  | 48:10 |       | 78    |
| 2.  | Juvisy FCF              | 22 | 17 | 3 | 2  | 65:15 |       | 76    |
| 3.  | HSC Montpellier         | 22 | 16 | 2 | 4  | 71:24 |       | 72    |
| 4.  | FC Lyon                 | 22 | 15 | 4 | 3  | 60:19 |       | 71    |
| 5.  | CNFE Clairefontaine (N) | 22 | 11 | 4 | 7  | 43:23 |       | 59    |
| 6.  | ASJ Soyaux              | 22 | 8  | 7 | 7  | 44:23 |       | 53    |
| 7.  | Paris Saint-Germain     | 22 | 7  | 7 | 8  | 32:45 |       | 50    |
| 8.  | Saint-Brieuc FF         | 22 | 5  | 3 | 14 | 30:54 | −24 a | 40    |
| 9.  | Olymp. Saint-Memmie     | 22 | 5  | 3 | 14 | 25:64 | −39 a | 40    |
| 10. | ESOF La Roche           | 22 | 3  | 4 | 15 | 22:47 |       | 35    |
| 11. | Stade Quimper (N)       | 22 | 2  | 5 | 15 | 18:81 |       | 33    |
| 12. | USO Bruay (N)           | 22 | 2  | 2 | 18 | 17:70 |       | 30    |

Die vier stärksten Kontrahenten des Vorjahres – Toulouse, Juvisy, Lyon und Montpellier – dominierten auch in dieser Saison die Liga nahezu nach Belieben: Ab dem vierten Spieltag stand stets eine dieser Frauschaften an der Tabellenspitze. Als Einzige konnten die Aufsteigerinnen aus Clairefontaine, die de facto eine Juniorenauswahl aus Elevinnen des französischen Nachwuchsleistungszentrums Centre technique national Fernand-Sastre darstellten, zumindest im ersten Saisondrittel mit diesen Teams Schritt halten, während Soyaux und Paris Saint-Germain nicht mehr so stark wie im Vorjahr auftraten. Herbstmeister wurden die Titelverteidigerinnen aus Toulouse, die sich auch in der Rückrunde den ersten Platz von der Konkurrenz nicht mehr streitig machen ließen, sieht man davon ab, dass Juvisys Frauen am 18. Spieltag mit ihnen kurzzeitig ex aequo standen. Die Stärke der Vorjahresmeisterinnen lag auch darin begründet, dass sie in den 16 Punktspielen gegen die anderen acht Erstligisten nicht einen einzigen Punkt abgaben.
Die Auseinandersetzungen am Tabellenende gestalteten sich bis zum Saisonende nahezu dramatisch. Die beiden anderen Aufsteiger, Bruay und Quimper, waren zu keinem Zeitpunkt chancenlos in ihrem Bemühen, die sofortige Rückkehr in die zweite Division zu vermeiden. Am Ende der Hinrunde stand Saint-Memmie auf einem der beiden Abstiegsränge und konnte sich erst fünf Runden vor Schluss des Klassenerhaltes einigermaßen sicher sein; dafür wurde die Situation in der Rückrunde für die Frauen aus La Roche-sur-Yon kritisch, die nach einer Negativserie von zehn Niederlagen in Folge von Quimper überholt worden waren und auch nur noch einen Punkt Vorsprung auf Bruay, die Trägerinnen der „roten Laterne“, aufwiesen. Am letzten Spieltag empfing La Roche Quimper zum „Relegationsfinale“ und schaffte es durch einen 2:0-Sieg, doch noch die weitere Zugehörigkeit zur Division 1 zu sichern.
Die beiden Absteiger wurden zur kommenden Saison durch zwei nordfranzösische Aufsteiger ersetzt, den FCF Hénin-Beaumont und die USCCO Compiègne.

## Meisterrunde
|                 | FCF Juv | FC Lyo | HSC Mon | FC Tou |
| FCF Juvisy      |         | 2:0    | 6:0     | :      |
| FC Lyon         | :       |        | :       | 1:0    |
| HSC Montpellier | :       | 0:2    |         | :      |
| FC Toulouse     | 1:2     | :      | 1:2     |        |

| Pl. | Frauschaft      | Sp | G | U | V | Tore | Diff. | Bonus | Pkte. |
| --- | --------------- | -- | - | - | - | ---- | ----- | ----- | ----- |
| 1.  | Juvisy FCF      | 3  | 3 | 0 | 0 | 10:1 |       | 2     | 14    |
| 2.  | FC Lyon         | 3  | 2 | 0 | 1 | 03:2 |       | 0     | 9     |
| 3.  | HSC Montpellier | 3  | 1 | 0 | 2 | 02:9 |       | 1     | 7     |
| 4.  | FC Toulouse     | 3  | 0 | 0 | 3 | 02:5 |       | 3     | 6     |

Die entscheidenden Play-offs verliefen nahezu wie in den beiden Vorjahren, wenn auch diesmal mit vertauschter Besetzung: Nicht der Tabellenführer der regulären Punkterunde schloss die Saison als französischer Meister ab, sondern den Titel gewannen die Zweitplatzierten – mit dem Unterschied, dass Toulouse gleich alle drei entscheidenden Partien verlor, während Juvisy mit drei Siegen eindrucksvoll den Eindruck widerlegte, am Saisonende nichts mehr zusetzen zu können.

## Die Spielerinnen des Meisters
Dem von P. Gressani trainierten Aufgebot gehörten die folgenden Fußballerinnen an:
- Tor: Sandrine Capy
- Abwehr: Zoé Avner, Lucie Béraldin, Laure Dupont, Nelly Guilbert, Richant, Aline Riera Ubiergo, Émilie Trimoreau
- Mittelfeld: Nadine Antonini, Virginie Bourdille, Aurélie Cousset, Sophie Guyennot, Valérie Jacques, Stéphanie Mugneret-Béghé, Peggy Provost, Sandrine Soubeyrand
- Angriff: Sandra Chatoux, Virginie Destrieux, Sandrine Fusier, Lydie Perraudeau, Laëtitia Tonazzi

Die insgesamt 75 Tore des Juvisy FCF erzielten: Tonazzi 15, Mugneret-Béghé, Provost je 12, Chatoux 9, Soubeyrand 8, Guilbert, Perraudeau je 4, Riera Ubiergo 3, Bourdille, Trimoreau je 2, Antonini, Cousset und Jacques je 1; dazu kam ein Eigentor.

## Erfolgreichste Torschützinnen
(Nur in Phase 1 erzielte Treffer)
| Pl. | Name                       | Team         | Tore |
| --- | -------------------------- | ------------ | ---- |
| 1.  | Sandrine Brétigny          | Lyon         | 26   |
| 2.  | Hoda Lattaf                | Montpellier  | 25   |
| 3.  | Ingrid Boyeldieu           | Paris        | 13   |
|     | Élodie Ramos               | Montpellier  | 13   |
|     | Sandrine Rouquet           | Toulouse     | 13   |
| 6.  | Sonia Bompastor            | Montpellier  | 12   |
|     | Stéphanie Mugneret-Béghé   | Juvisy       | 12   |
|     | Peggy Provost              | Juvisy       | 12   |
|     | Laëtitia Tonazzi           | Juvisy       | 12   |
| 10. | Jennifer Boulet            | Saint-Brieuc | 10   |
|     | Séverine Creuzet-Laplantes | Lyon         | 10   |
|     | Sarah M’Barek              | Montpellier  | 10   |

Die erfolgreichsten Schützinnen der Meisterrunde waren Laëtitia Tonazzi (Juvisy, 3) vor ihrer Teamkameradin Virginie Bourdille sowie Cécilia Josserand (Lyon), die beide zwei Treffer erzielten.